# Jaqueline Todten
Jaqueline Todten (Berlín, República Democrática Alemana, 29 de mayo de 1954) es una atleta alemana retirada, especializada en la prueba de lanzamiento de jabalina en la que llegó a ser subcampeona olímpica en 1972.

## Carrera deportiva
En los JJ. OO. de Múnich 1972 ganó la medalla de plata en el lanzamiento de jabalina, con una marca de 62.54 metros, tras su compatriota Ruth Fuchs que con 63.88 m batió el récord olímpico, y por delante de la estadounidense Kate Schmidt.